# Купен де ла Купери, Мари-Филипп
Мари-Филипп Купен де ла Купери (фр. Marie-Philippe Coupin de La Couperie; 11 июня 1773, Севр — 19 декабря 1851, Париж) — французский художник, представитель стиля «трубадур».

## Биография
Уроженец Севра, брат искусствоведа Пьера-Александра Купена. В возрасте двадцати лет, в 1793 году, с началом Великой французской революции, вместе с братом записался в армию. Вернувшись домой, устроился на Севрский фарфоровой завод, где работал художником по фарфору. 
В дальнейшем занимался и станковой живописью, некоторого успеха добился уже в наполеоновское время, однако особенно известным стал во время Реставрации Бурбонов, когда создавала многочисленные картины в стиле трубадур, нередко прославлявшие Королевскую Францию старого времени. 
Картины Купена де ла Купери нередко отличались слащавостью, однако к числу его несомненных творческих успехов принадлежит картина «Сюлли показывает внуку надгробный памятник Генриху IV». 
Купен де ла Купери также занимался преподаванием. Сегодня его картины хранятся в коллекциях ряда французских музеев.

## Галерея

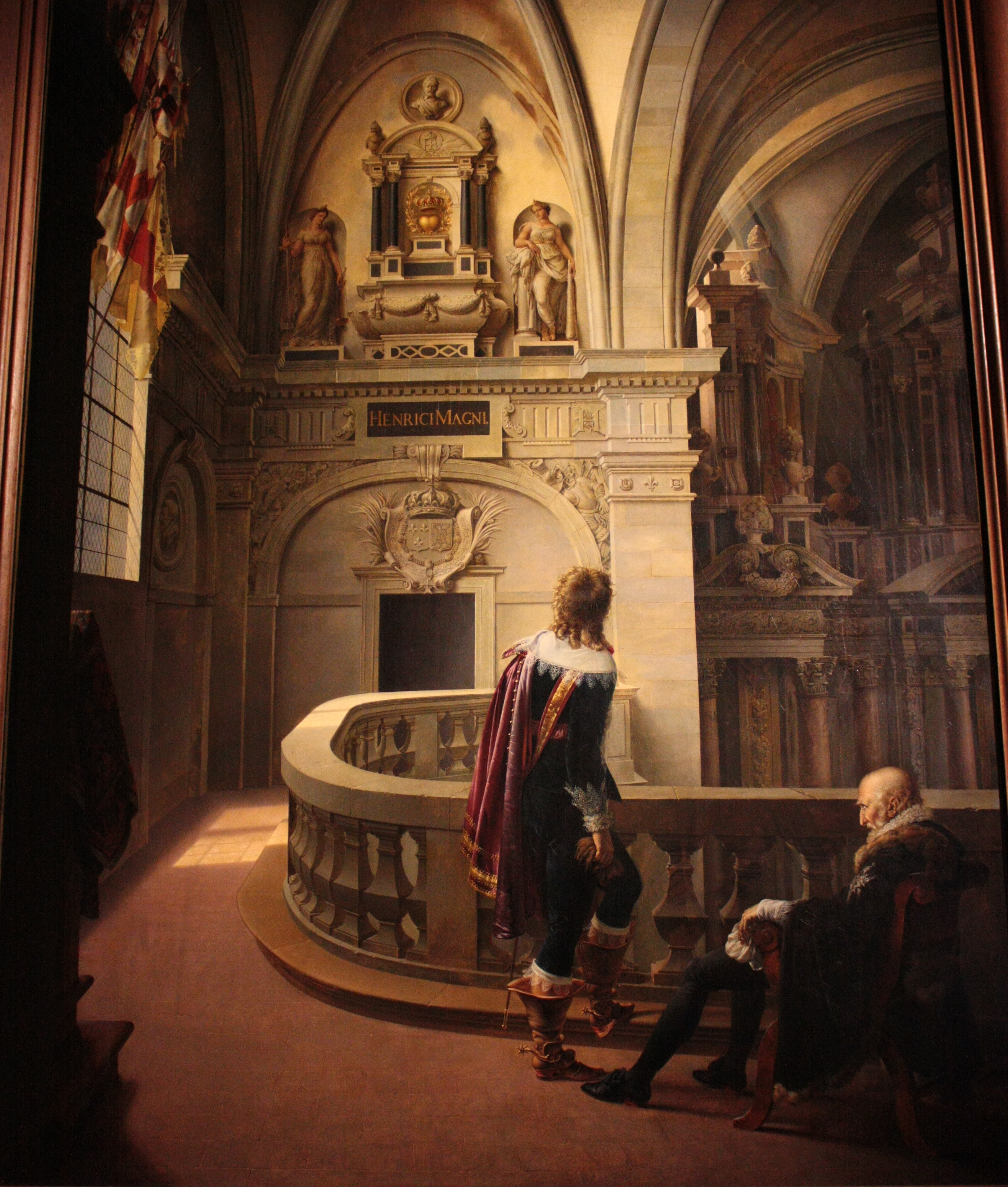
Сюлли показывает внуку надгробный памятник Генриху IV. Музей замка По.
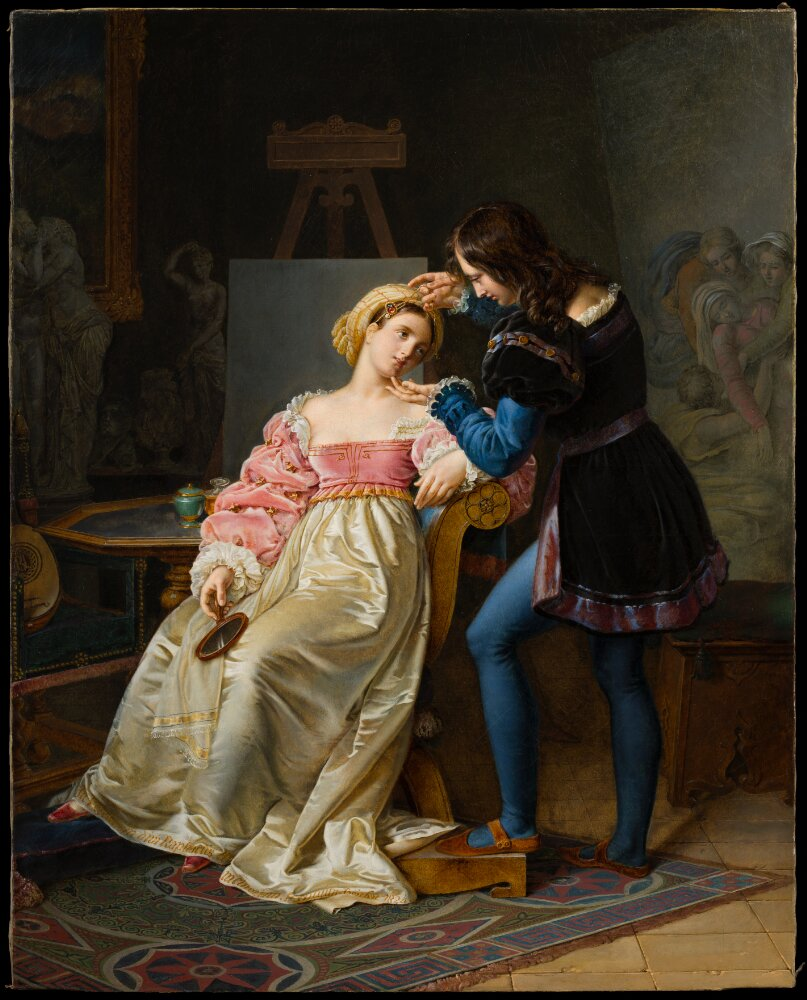
Рафаэль, поправляющий причёску Форнарины. Национальный музей Швеции, Стокгольм.
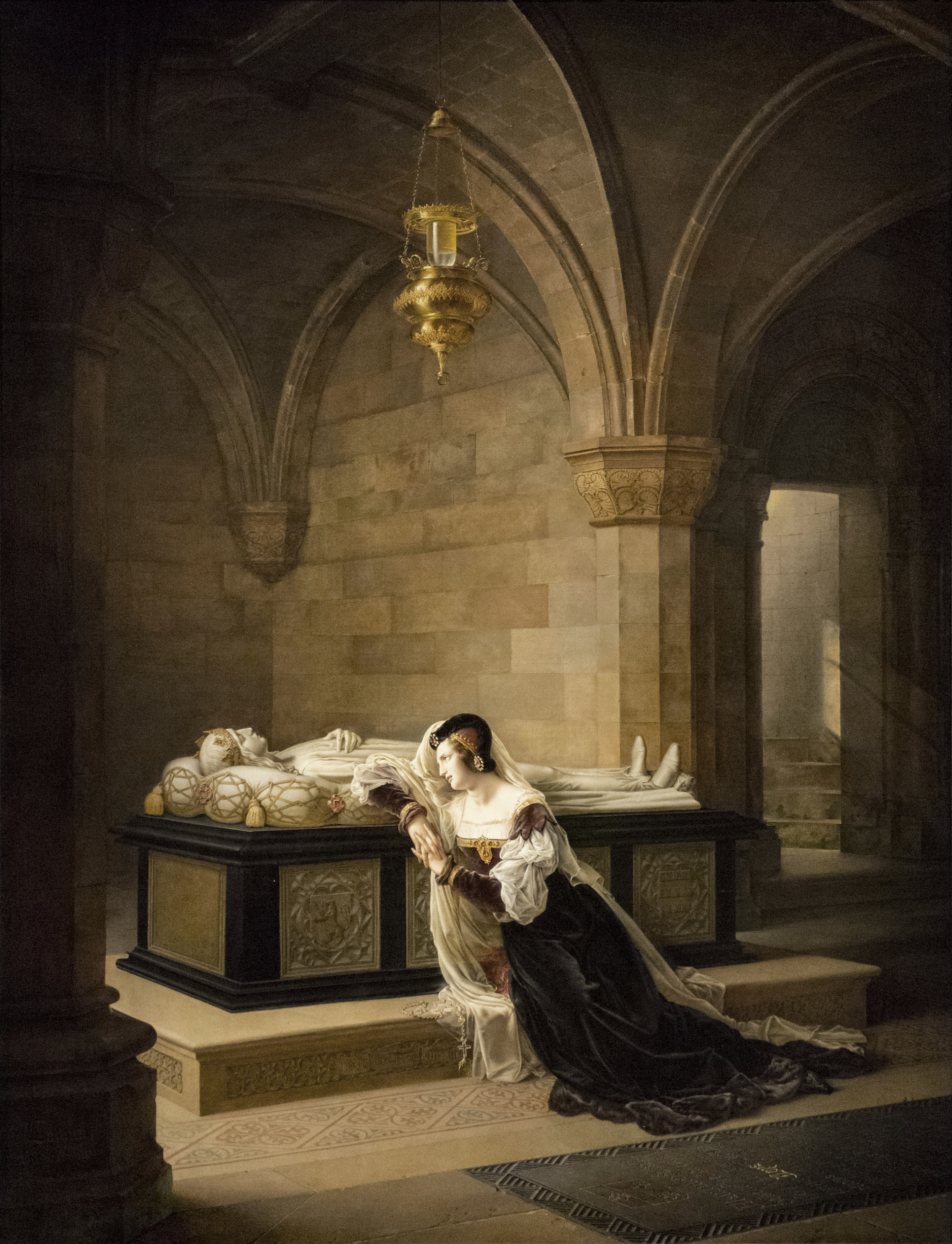
Валентина Миланская перед гробом своего мужа Людовика Орлеанского. Замок Блуа.
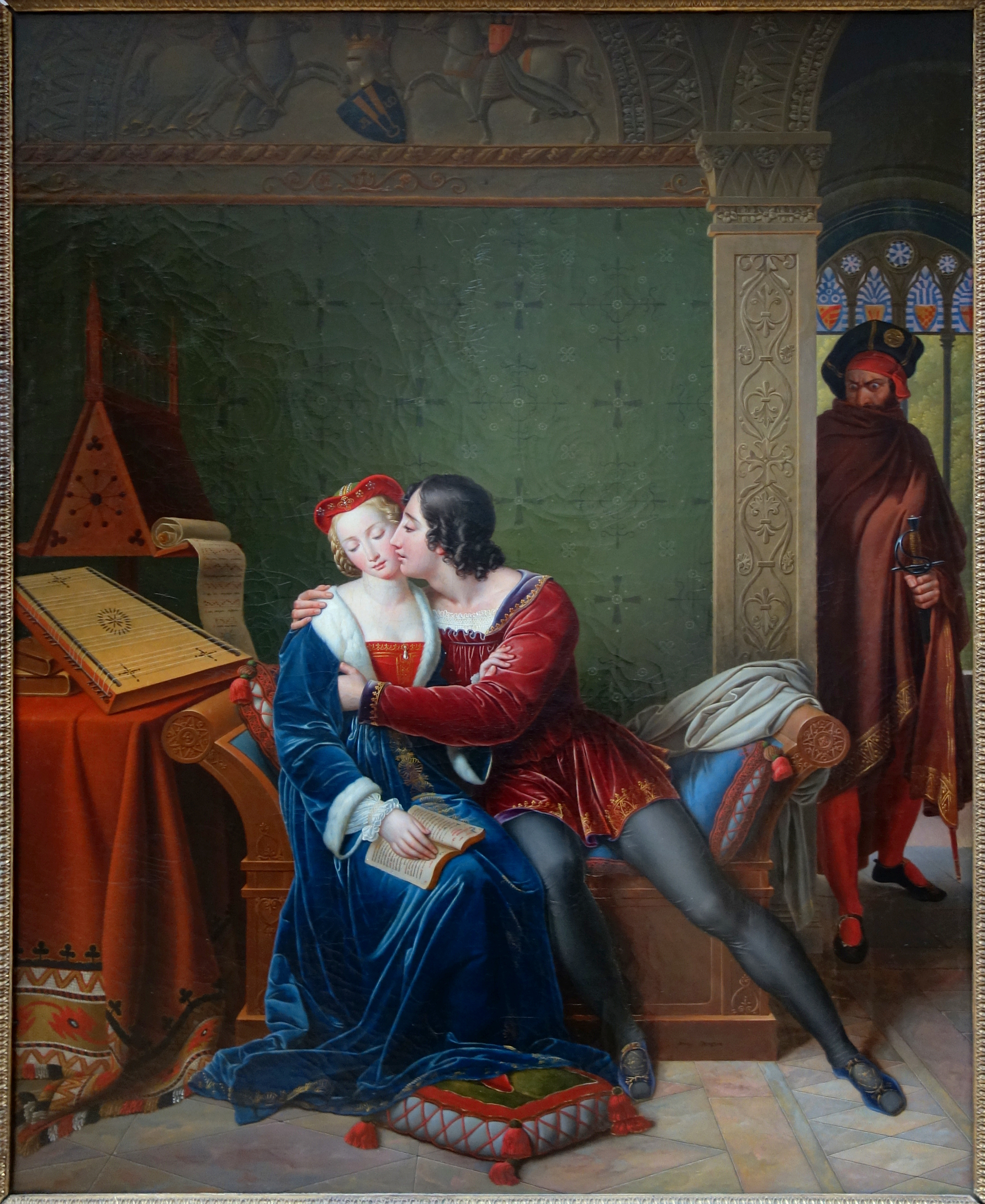
Роковая любовь Франчески да Римини. Дворец изящных искусств (Лилль).
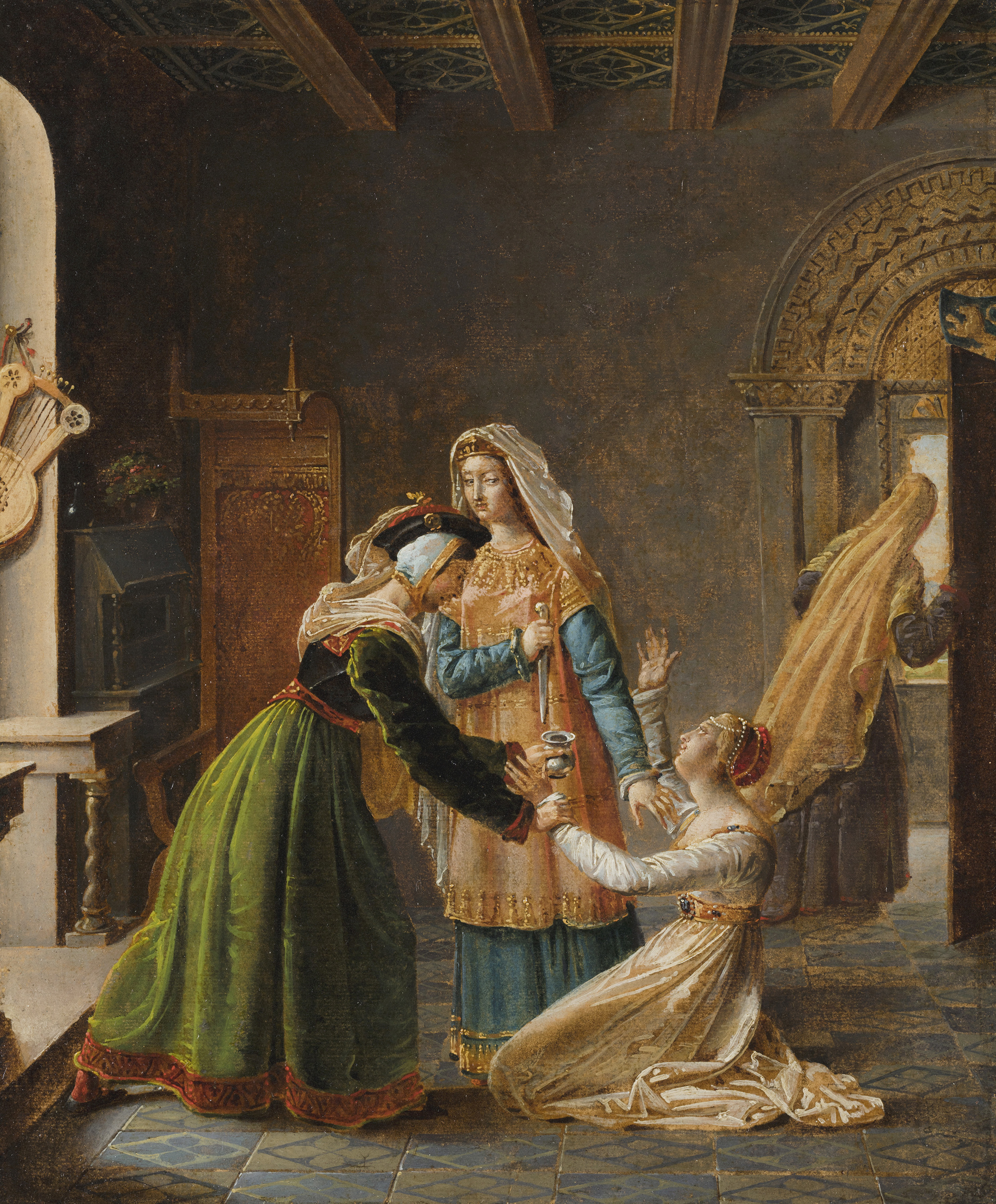
Королева Элеонора и Розамунда Клиффорд. Частное собрание.